# Ü Nunciatura
Ü Nunciatura es uno de los edificios más altos de Costa Rica y es un proyecto residencial en el barrio de Nunciatura en San José, este inició su construcción en septiembre de 2016 y finalizó en marzo de 2018. Es uno de los edificios más altos de Costa Rica en su finalización (2018) con un total de 72,8 m de altura y 26 pisos, es el décimo edificio más alto de la Ciudad de San José y el décimo segundo más alto de Costa Rica. El proyecto es de la empresa inmobiliaria Civitar Desarrolladores.

## Descripción
Según el grupo Civitar Desarrolladores el residencial posee un concepto que le permite al inquilino personalizar el apartamento según sus comodidades y gustos. La obra consta de tres niveles de sótanos y 26 pisos sobre nivel de calle. La técnica constructiva utilizada fue una combinación de muro-losa y concreto colado tradicional. Los acabados incluyen pisos de porcelanato y madera laminada, ventanería en aluminio, muebles y clósets de melanina, cielos en concreto, e iluminación LED.
El edificio tiene piscina, gimnasio y zonas para eventos.